# Selección de fútbol sub-23 de China
La Selección de fútbol sub-23 de China (国奥队), conocida también como la Selección olímpica de fútbol de China, es el equipo que representa al país en Fútbol en los Juegos Olímpicos, los Juegos de Asia y en los Juegos de Este de Asia; y es controlada por la Asociación China de Fútbol.

## Palmarés
- Juegos del Este de Asia: 1

2005

## Estadísticas

### Juegos Olímpicos
| Año            | Resultado      | J            | G            | E            | P            | GF           | GC           |
| -------------- | -------------- | ------------ | ------------ | ------------ | ------------ | ------------ | ------------ |
| de 1952 a 1984 | No clasificó   | No clasificó | No clasificó | No clasificó | No clasificó | No clasificó | No clasificó |
| 1988           | Fase de grupos | 3            | 0            | 1            | 2            | 0            | 5            |
| de 1992 a 2004 | No clasificó   | No clasificó | No clasificó | No clasificó | No clasificó | No clasificó | No clasificó |
| 2008           | Fase de grupos | 3            | 0            | 1            | 2            | 1            | 6            |
| de 2012 a 2020 | No clasificó   | No clasificó | No clasificó | No clasificó | No clasificó | No clasificó | No clasificó |
| Total          | 2/19           | 6            | 0            | 2            | 4            | 1            | 11           |

### Juegos de Asia
| Año   | Resultado        | Pos. | J  | G | E | P | GF | GC |
| ----- | ---------------- | ---- | -- | - | - | - | -- | -- |
| 2002  | Cuartos de final | 5    | 4  | 3 | 0 | 1 | 9  | 1  |
| 2006  | Cuartos de final | 5    | 4  | 3 | 1 | 0 | 8  | 4  |
| 2010  | 2.ª ronda        | 12   | 4  | 2 | 0 | 2 | 5  | 7  |
| 2014  | -                | -    | -  | - | - | - | -  | -  |
| Total | 3/4              | -    | 12 | 8 | 1 | 3 | 22 | 12 |

### Juegos del Este de Asia
| Año   | Resultado      | Pos.         | J            | G            | E            | P            | GF           | GC           |
| ----- | -------------- | ------------ | ------------ | ------------ | ------------ | ------------ | ------------ | ------------ |
| 1993  | 3.er lugar     | 3            | 5            | 3            | 1            | 1            | 21           | 5            |
| 1997  | 3.er lugar     | 3            | 5            | 3            | 1            | 1            | 15           | 7            |
| 2001  | No participó   | No participó | No participó | No participó | No participó | No participó | No participó | No participó |
| 2005  | Campeón        | 1            | 5            | 4            | 0            | 1            | 16           | 4            |
| 2009  | Fase de grupos | 5            | 2            | 1            | 0            | 1            | 1            | 3            |
| 2013  | 5.º lugar      | 5            | 4            | 0            | 1            | 3            | 1            | 7            |
| Total | 5/6            | -            | 21           | 11           | 3            | 7            | 54           | 26           |